# Кубинская листовая лягушка
Кубинская листовая лягушка (лат. Eleutherodactylus cubanus) — вид листовых лягушек. Эндемик Кубы. Обитает в тропических влажных горных лесах Сьерра-Маэстра, на высоте 800—1400 м над уровнем моря. Виду угрожает утрата среды обитания.

## История открытия и изучения
Первые представители этого вида были обнаружены Ф.Д. Дарлингтоном во время его экспедиции в Сьерра-Маэстра в 1936 году и описаны в 1937 году. Следующая подтверждённая находка представителей этого вида датируется 1994 годом.

## Размножение
Как и у большинства представителей семейства Eleutherodactylidae, у Eleutherodactylus cubanus наблюдается прямое развитие — стадия головастика отсутствует, из яйца выходят уже маленькие лягушки. Кладка этого вида состоит из единственного яйца. 